# بريندا روميرو
بريندا روميرو (بالإنجليزية: Brenda Romero)‏ هي مطورة ألعاب فيديو ‏ أمريكية، ولدت في 12 أكتوبر 1966 في أوغدينسبورغ في الولايات المتحدة.

## وصلات خارجية
- بريندا روميرو على موقع IMDb (الإنجليزية)